# اینگری بولسه بردال
اینگری بولسه بَردال (نروژی: Ingrid Bolsø Berdal؛ ‏ تلفظ نروژی: [ˈiŋri ˈbulsø: ˈbæɖ:ɑl]؛ زاده ۲ مارس ۱۹۸۰)، بازیگر نروژی است.
از فیلم‌ها یا مجموعه‌های تلویزیونی که وی در آن‌ها نقش داشته‌است، می‌توان به خاطرات چرنوبیل، هانسل و گرتل: شکارچیان جادوگر، هرکول، به سیم آخر زدن تری پرچت و وست‌ورلد اشاره نمود.